# 韋弗利鎮區 (密歇根州)
韋弗利鎮區（英語：Waverly Township）是位於美國密歇根州范布倫縣的一個行政鎮區。

## 地方資料
韋弗利鎮區的面積為89.10平方千米，當中陸地面積為88.50平方千米，而水域面積為0.60平方千米。根據2020年美國人口普查的數據，當地共有人口2506人，而人口密度為每平方千米28.13人。